# Kabaret Paka
Kabaret Paka – kabaret z Jeleniej Góry. Prezentuje satyrę obyczajową i polityczną, komentując aktualne wydarzenia oraz zjawiska społeczne.

## Historia
Kabaret Paka powstał w 1984 w Zielonej Górze, gdzie studiował jego założyciel Krzysztof Langer. Po zakończeniu edukacji odbył służbę wojskową w Jeleniej Górze, a następnie podjął pracę w Miejskim Ośrodku Kultury w Jeleniej Górze i na nowo zaczął tworzyć kabaret. Skład kabaretu był wielokrotnie zmieniany, ale trzonem zespołu (od 1988 r. do 2001 r.) byli: Krzysztof Langer i Andrzej Marchowski. Obecnie kabaret tworzą Krzysztof Langer, Robert Wróblewski i Krzysztof Rogacewicz.

## Osiągnięcia
W latach 1987–1989 kabaret zdobył wiele nagród, w tym prestiżowe Grand Prix na przeglądzie PaKA w Krakowie.
Największe sukcesy zespół osiągnął w pierwszych latach istnienia w następujących składach personalnych:
1. Krzysztof Langer, Andrzej Marchowski, Sławomir Ejsymont, Radek Szpakowski (akordeon) – Grand Prix i „Złoty Satyr” na V Przeglądzie Kabaretów PaKA – 1989 r.
2. Krzysztof Langer, Andrzej Marchowski, Jacek Ziobro, Zdzisław Matwin (akordeon) – I miejsce oraz nagroda dodatkowa - śniadanie z Piotrem Skrzyneckim na VI Przeglądzie Kabaretów PaKA – 1990 r.
3. Krzysztof Langer, Andrzej Marchowski, Sławomir Ejsymont, Zdzisław Matwin (akordeon), Mirosław Kisiołek (skrzypce) – Grand Prix za piosenkę „Wąsik” oraz Nagroda Publiczności „Miss Foto” dla Andrzeja Marchowskiego na VI Ogólnopolskich Spotkaniach Piosenki Kabaretowej OSPA w Ostrołęce – 1990 r.[1]
4. Krzysztof Langer, Andrzej Marchowski, Jacek Ziobro, Zdzisław Matwin (akordeon) – Nagroda Publiczności na VII Ogólnopolskich Spotkaniach Piosenki Kabaretowej OSPA w Ostrołęce – 1991 r.[2]
5. Krzysztof Langer, Andrzej Marchowski, Jacek Ziobro, Zdzisław Matwin (akordeon) – pierwsze miejsce i „Złota Szpilka” na XII Lidzbarskich Biesiadach Humoru i Satyry w Lidzbarku Warmińskim - 1991 r.
6. Krzysztof Langer, Andrzej Marchowski, Jacek Ziobro, Zdzisław Matwin (akordeon) – udział w Kabaretonie podczas XXIX Festiwalu Piosenki Polskiej w Opolu – 1991 r.[potrzebny przypis]
7. Krzysztof Langer, Andrzej Marchowski, Jacek Ziobro, Zdzisław Matwin (akordeon) – Nagroda Publiczności na IX Ogólnopolskich Spotkaniach Piosenki Kabaretowej OSPA w Ostrołęce – 1993 r.[3]
8. Krzysztof Langer, Andrzej Marchowski, Dariusz Wołoszyn, Ryszard Kołodziej zagrali w dwóch odcinkach serialu telewizyjnego pt. „Opowieść o Józefie Szwejku i jego drodze na front" (1996 r.) w odcinku 1 „Ciernista droga grzechu” i odcinku 3 „Ludzie kochani, jestem niewinny”[4].
9. Krzysztof Langer i Andrzej Marchowski w latach 1996–1997, prowadzili autorskie programy w Polskim Radiu Wrocław pt: „Magic Show” i „Pakofonia”.

W czerwcu 2001 roku odszedł ze składu Andrzej Marchowski „Koszałek”.
Ponadto członkami kabaretu, przez krótki czas, byli: Jan Kochanowski, Piotr Przeniosło, Grzegorz Werłos oraz muzycy Jacek Szreniawa (piano) i Jerzy Karmiński (piano).
We wrześniu 2008 roku kabaret oficjalnie obchodził XX-lecie swojej działalności.